# 小行星39429
小行星39429（39429 Annebrontë）是一颗绕太阳运转的小行星，为主小行星带小行星。该小行星于1973年9月29日发现。
該小行星以英國小說家及詩人安妮·勃朗特命名。

## 轨道参数
小行星39429的轨道半长轴为2.4290897 UA，离心率为0.124。